# Сабу I Кем
Сабу I Кем (*XXIV ст. до н. е.) — давньоєгипетський діяч, верховний жрець Птаха в Мемфісі часів фараона Пепі I.

## Життєпис
Сабу є скороченням від власного імені Сабуіптах (Яскравий наче Птах). Можливо спочатку був писарем фараона. Згодом діяв спільно з іншим верховним жерцем Птаха Птахшепсесом III. Вважається, що з йогочасів верховні жерці починають набирати політичної ваги. Також разом з колегою здійснив численні будівельні роботи в Мемфісі.
Його мастаба розташована в східній частині некрополя Саккара. Зведена з вапняку. Культова палата складається лише з однієї кімнати, яка прикрашена сільськогосподарськими сценами. Знайдено вапнякову стелу доброї якості, пофарбована в червоний колір та забарвлену для імітації граніту. Тут також була знайдена статуя, що зображує Сабу абсолютно голим. Наразі статуя знаходиться в Єгипетському музеї в Каїрі.